# Willard Nash

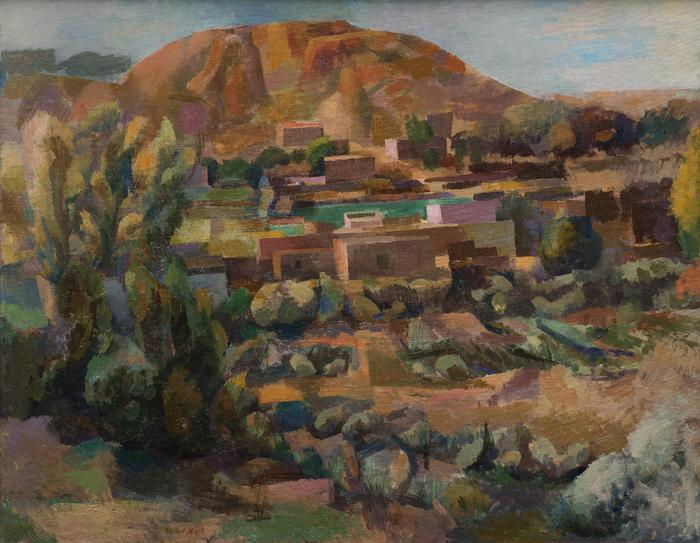
Santa Fe Hillside von Willard Ayer Nash, um 1925

Willard Ayer Nash (* 29. März 1898 in Philadelphia, Pennsylvania; † 3. September 1942 in Albuquerque, New Mexico) war ein US-amerikanischer Maler und Grafiker, der als Mitglied der Künstlergruppe Los Cinco Pintores bekannt wurde. Willard Nash, auch der „amerikanische Cézanne“ genannt, war das fortschrittlichste und vielseitigste Mitglied dieser kurzlebigen Künstlergruppe (1921 bis 1926).

## Leben
Willard Nash wuchs in Detroit, Michigan, auf und studierte Kunst bei John P. Wicker an der Detroit School of Fine Arts. Bereits mit 16 Jahren war er ein erfolgreicher Werbegrafiker. Außerdem stand er als Schauspieler auf Detroiter Bühnen und war Amateurboxer. Nach seiner Ausbildung an der Detroit School of Fine Arts reiste Nash 1920 nach Taos, um mit dem berühmten modernistischen Maler Andrew Dansburg zu arbeiten, der von Mabel Dodge überredet worden war, die Woodstock Art Colony in New York zu verlassen und nach New Mexico zu kommen. Dansburg, ein ehemaliger Schüler von Robert Henri von der Ashcan School, hatte sich noch weiter von dem akademischen Stil entfernt, der ihm beigebracht worden war, und half Willard Nash, dasselbe zu tun. Wie sein Mentor hatte auch Nash keinen eigenen Stil, sondern schuf eine Vielzahl von Werken, die von Anspielungen auf die Landschaft und die Menschen New Mexicos bis hin zu völlig abstrakten Arbeiten reichten.
1921 ließ sich Willard Nash in Santa Fe nieder und schloss sich der Künstlergruppe Los Cinco Pintores an, der neben ihm Jozef Bakos, Fremont Ellis, Will Shuster und Walter Mruk angehörten. In den 1930er Jahren arbeitete Willard Nash für die Works Progress Administration und schuf 1934 sechs Wandgemälde für die Hauptbibliothek der University of New Mexico. 1936 zog er nach Kalifornien, wo er in San Francisco und Los Angeles unterrichtete.

## Werk

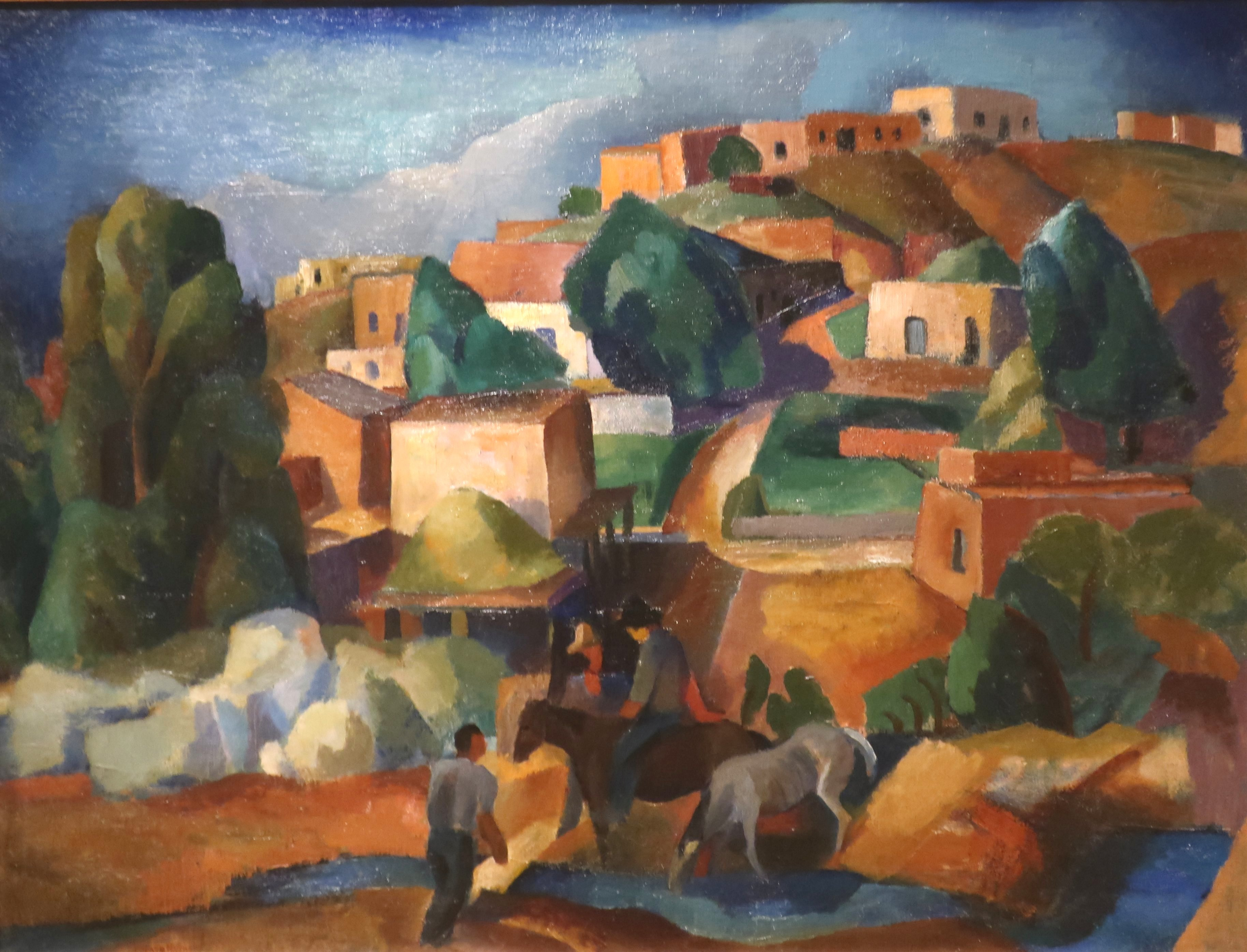
Untitled (Santa Fe Landscape) von Willard Ayer Nash, ca. 1925. Phoenix Art Museum

Willard Nashs Werk zeigt Einflüsse von Paul Cézanne und umfasst verschiedene moderne Stilrichtungen wie Kubismus, Fauvismus und Expressionismus. Er war bekannt für seine Landschaftsdarstellungen aus New Mexico und experimentierte mit avantgardistischen Kompositionen.